# São Miguel de Acha
San Miguel de Acha (en portugués, São Miguel de Acha) es una freguesia portuguesa del concelho de Idanha-a-Nova, con 41,24 km² de superficie y  habitantes (2001). Su densidad de población es de 17,0 hab/km².